# Goodbye To The Circus Tour
 (août 2024).
Si vous disposez d'ouvrages ou d'articles de référence ou si vous connaissez des sites web de qualité traitant du thème abordé ici, merci de compléter l'article en donnant les références utiles à sa vérifiabilité et en les liant à la section « Notes et références ».
Goodbye To The Circus Tour est une tournée du groupe Aqua, présentée comme son ultime tournée avant sa séparation définitive. La reformation d'Aqua pour la tournée est annoncée le 26 octobre 2007 lors d'une conférence de presse. 

## 2008: l'ultime tournée
En 2008, Aqua a fait une tournée dans les pays scandinaves qui porte sur le thème du cirque. Sur l'affiche de la tournée où il est écrit « The Amazing & Fabulous Aqua - The Adventures Continues - The Greatest Show On Earth », on peut d'ailleurs voir les quatre membres déguisés. 
À l'origine et comme son nom l'indique, cette tournée devait être la tournée ultime d'Aqua mais à la suite du succès, une nouvelle série de concerts a eu lieu en 2009 et la sortie d'un Greatest Hits fut confirmée.

### Le déroulement du concert
Le concert est divisé en quatre temps. Les membres d'Aqua ont donc 4 costumes portant sur 4 thèmes différents : 
- Le cirque (Les costumes sont orientés présentateur de cirque)
- Magicien et ballerine
- Le cirque (Version Mr et Mme Loyal)
- Punk

Toute la mise en scène et les décors sont réalisés grâce à un écran géant derrière la scène.
Introduction
- Intro : Quatre projecteurs sont orientés sur un immense rideau rouge. Les choristes et musiciens se mettent en place et commencent à jouer puis les portraits des quatre stars du cirque apparaissent sur le rideau : Lene en ballerine, René en dompteur, Søren en clown et Claus en magicien. Les chœurs commencent à chanter le refrain de Cartoon Heroes sur un son rock.
- Cartoon Heroes : Lene et René apparaissent habillés en présentateurs de cirque.

Act 1 : Amazing & Fabulous Aqua
- My Oh My / Doctor Jones : Dans un décor de cirque ancien, les ombres des 4 membres d'Aqua apparaissent derrière un rideau rouge, animés à la manière de vieux films du début du XXe siècle, tandis qu'ils interprètent devant la scène, dans une musique très électro, ces deux titres.
- Shakin' Stevens : Première chanson inédite du groupe, Aqua apparait comme des rockeurs des années 80 sur l'écran.
- Lollipop (Candyman) : La chanson a été relookée aux sonorités très rock'n'roll et l'écran devient psychédélique.
- Turn Back Time : L'écran décompte le temps restant avant la fin de cette chanson qui parle d'un retour dans le temps.
- Back To The 80's : Durant la chanson, les icônes des années 80 défilent à l'écran ainsi que tout ce qui a pu marquer cette époque.

Act 2 : Aqua Was Born The Night
- Aquarius : Tandis qu'une multitude d'étoiles scintillent autour de la scène, Lene, habillé en ballerine, se trouve sur une balançoire suspendue au-dessus du public et les signes du zodiaque apparaissent à l'écran.
- Freaky Friday : Durant la première partie, Aqua invite le public à chanter avec eux puis René effectue un tour de magie avec Lene. Il la place dans une boîte qu'il scie et qu'il sépare en deux. Les deux boîtes repartent séparément.
- Good Morning Sunshine : Le public assiste à l'aurore.
- Back From Mars  : La planète Mars apparait à l'écran avant d'imploser en une multitude de lumière. Claus et Lene se trouvent, d'abord chacun sur sa passerelle, au-dessus du public, puis se retrouvent sur la même.
- Happy Boys & Girls : Des smileys complètement déjantés apparaissent à l'écran.

Act 3 : Aqua Barbie Party
- Come On With It : René présente en musique la dizaine de personnes qui constituent les chœurs et les musiciens de la tournée.
- Let's Go Barbie ! : Une Barbie apparait puis se duplique en des dizaines de Barbies. René arrive habillé en Mr Loyal et se met à rapper suivi des Barbies qui se mettent à danser de manière saccadés.
- Barbie Girl : Sur une sonorité très Daft Punk, Lene apparaît elle aussi habillée en Mr Loyal.
- We Belong To The Sea : Sur un fond d'écran représentant l'océan, Lene et René chantent avec mélancolie cette chanson.
- Goodbye To The Circus : Claus, Søren, René et Lene apparaissent en clowns tristes et chantent en chœur.

Act 4 : The Aqua Final
- Around the World : Pendant que Lene et René apparaissent en punk sur scène, une rétrospective d'Aqua durant leur tournée mondiale est diffusée sur l'écran géant.
- Roses Are Red : Sur un puissant son de guitares électriques, Aqua fait son rappel sur leur premier tube. René et Lene se retrouvent chacun sur une passerelle au-dessus du public.

### Anecdotes
À Odense, alors que la chanson Shakin' Stevens commençait à être interprétée, un problème technique survint. René et Lene improvisèrent alors un speech avec le public.